# زابینا شولتسه
زابینا شولتسه (انگلیسی: Sabina Schulze؛ زادهٔ ۱۹ مارس ۱۹۷۲) شناگر اهل آلمان شرقی بود.
وی در مسابقات کشوری و بین‌المللی در مجموع برندهٔ ۲ مدال طلا شده‌است.